# 박차은
박차은(본명: 박차은, 1988년 11월 20일 ~ )은 대한민국의 가수이다.
현재 거주지는 서울특별시이다.

## 학력
- 백석예술대학 국악학과 학사

## 데뷔
- 2016년 싱글 앨범 "내반쪽"

## 음반
- 2022년 화났나봐
- 2016년 오빤늑대
- 2016년 내반쪽